# Kaple Andělů Strážných (Encovany)
Obecní kaple svatých Andělů Strážných v Encovanech (též Andělů Strážců) je drobnější sakrální stavbou. Od roku 1964 je kaple chráněna jako kulturní památka.

## Popis

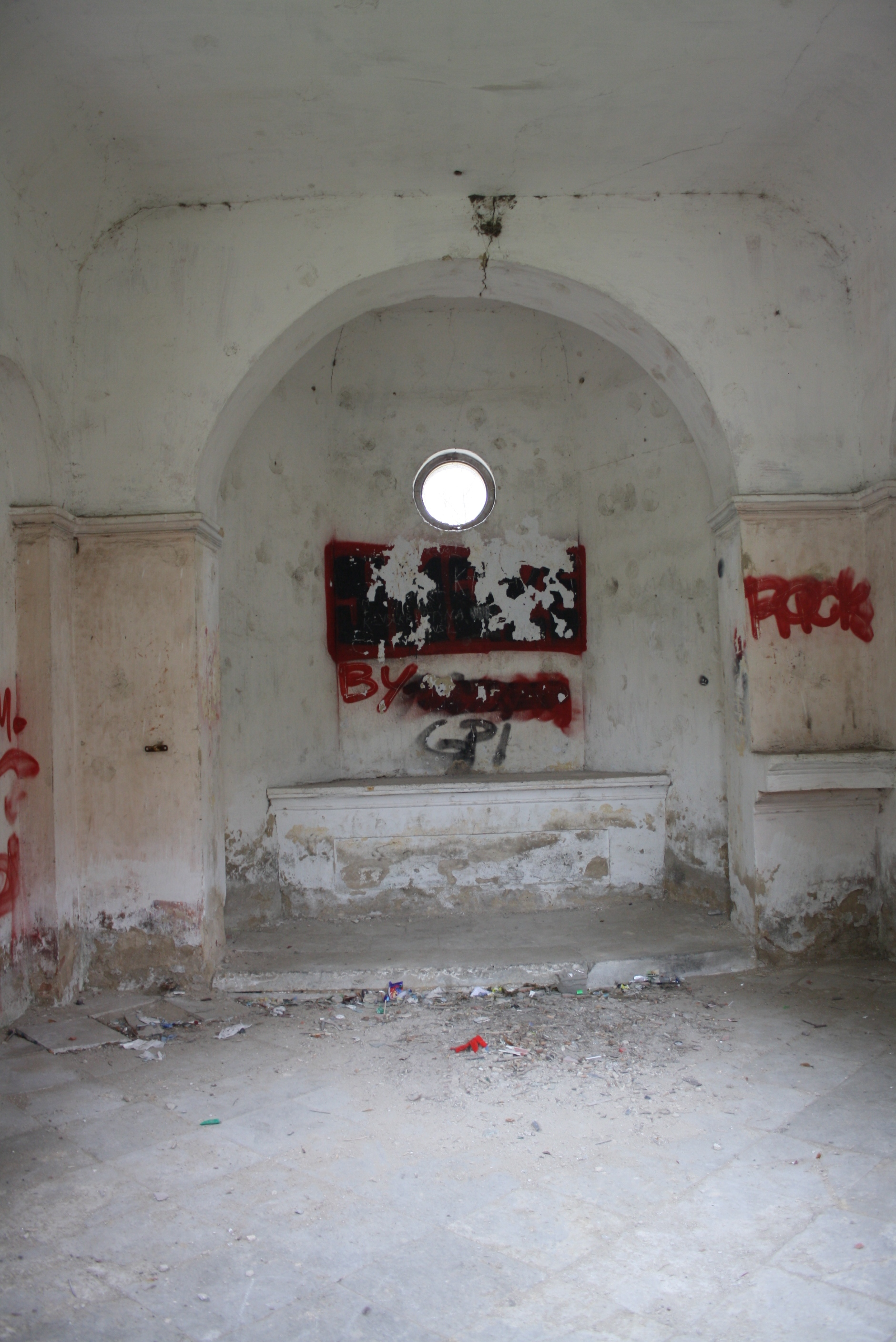
Interiér kaple v Encovanech

Kaple se nachází na návsi. Je obdélná. Má trojboký závěr a hřebenovou zvoničku z 19. století.

## Okolí kaple
U železniční trati se nachází barokní kaplička se štítkem a prázdným výklenkem. Byla postavena na paměť vraždy v roce 1732. U silnice k Polepům jsou Boží muka. Stojí na vysokém hranolovém pilíři s výklenky a okénky. Jedná se o dílo pocházející z 19. století.